# Isingen
Isingen ist ein Stadtteil von Rosenfeld im Zollernalbkreis in Baden-Württemberg (Deutschland). Der Ort liegt östlich von Rosenfeld.

## Geschichte
Isingen wird im Jahr 786 erstmals überliefert, als das Kloster St. Gallen hier Besitz erhielt. Bis zur Stadtgründung von Rosenfeld war Isingen der Mittelpunkt des Kleines Heubergs. Über die Herzöge von Teck fiel Isingen 1317 an Württemberg. Fortan gehörte Isingen zum Amt Rosenfeld. Nach dessen Auflösung im Jahr 1808 gehörte der Ort zum Oberamt Sulz und ab 1938 zum Landkreis Balingen.
Am 1. Januar 1974 wurde Isingen in die Stadt Rosenfeld eingegliedert.

## Bauwerke
Siehe auch: Liste der Kulturdenkmale in Isingen

## Sehenswürdigkeiten
- Martinskirche, der Turm ist im Kern romanisch

## Wirtschaft und Infrastruktur
Auf elf Webstühlen wird 1868 in Isingen Leinen gewoben. Eine Bierbrauerei und eine Branntweinbrennerei beschäftigt je zwei Arbeiter.

### Landwirtschaft
Neben Ackerbau und Viehzucht wird in Isingen 1863 auch Obst angebaut. Die Obstzucht ist beträchtlich und erlaubt in günstigen Jahren einen nicht unbedeutenden Verkauf nach außen; man pflanzt vorzugsweise Luiken, Rosenäpfel, Lederäpfel, Fleiner, Knausbirnen, Fäßlesbirnen und viel Zwetschgen. Beinahe jeder Bürger besitzt eine kleine Baumschule, aus der er nicht nur den eigenen Bedarf an Jungstämmen bezieht, sondern auch noch nach außen absetzt. Die Früchte kommen hauptsächlich auf die Schrannen in Sulz und Rottweil zum Verkauf, viele werden von Händlern, sog. Schäuflern, aufgekauft und nach Baden und in die Schweiz abgesetzt.
Im Grundbuch war die Nutzung der Seitenstreifen in Württemberg über Dienstbarkeiten geregelt. Neben König Wilhelm verschenkten auch die Brüdergemeinden Obstbäume. Die Streuobstwiesen sind nicht nur wegen ihrer landschaftsprägenden Bedeutung so wertvoll, sondern auch wegen ihres ökologischen Reichtums. So bieten sie Lebensraum für viele bedrohte Tier- und Pflanzenarten und dienen als Naherholungsgebiet. Vor allem die alten, heutzutage fast unbekannten Sorten erweisen sich als besondere Aromaträger in der Weiterverarbeitung zu Obstspezialitäten.
Heute gedeihen trotz der Höhenlage auch 40 Sorten Tafelobst in Isingen.

### Verkehr
Der Öffentliche Nahverkehr wird durch den Verkehrsverbund Neckar-Alb-Donau (NALDO) gewährleistet. Die Gemeinde befindet sich in der Wabe 330.

## Religionen
Evangelisch

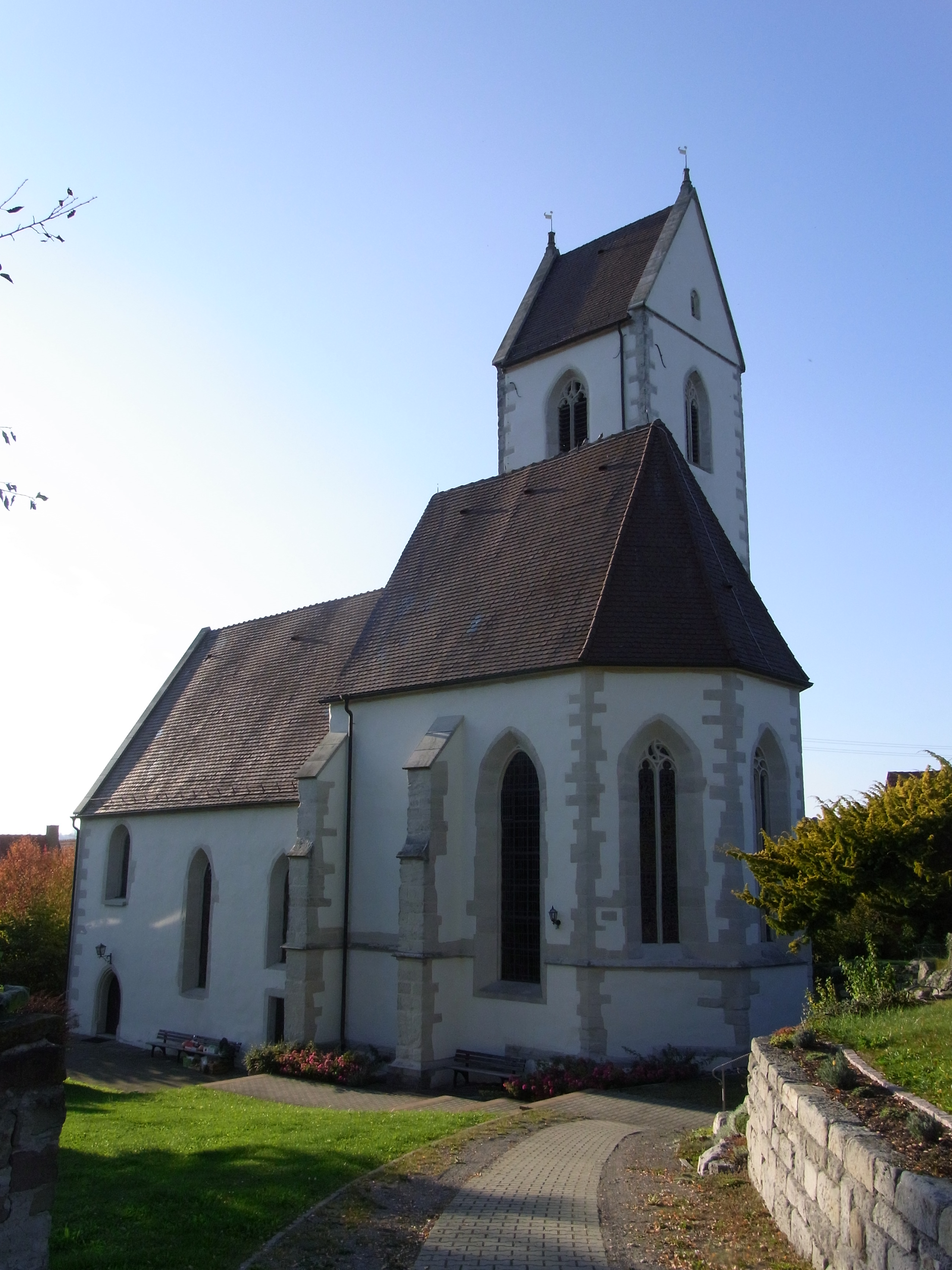
Die evangelische Martinskirche, der Turm ist im Kern romanisch.

Isingens Bevölkerung ist heute überwiegend protestantischer Konfession.
Kirchlich war Rosenfeld eine Filiale von Isingen, zu dessen Pfarrei damals auch die Orte Binsdorf und Erlaheim gehörten. Alle Verstorbenen wurden in Isingen beerdigt. Eine Kapelle wird in Rosenfeld aber bereits 1319 erwähnt. Man vermutet, dass die Kirche jedoch schon um das Jahr 1265 erbaut wurde. Die Pfarrer siedelten aber erst nach der Reformation von Isingen nach Rosenfeld über. Die Pfarrer wurden von der Johanniterkommende Rottweil nominiert und von Württemberg bestätigt. Isingen wurde erst 1869 wieder von der Pfarrei Rosenfeld abgetrennt und zur eigenen Pfarrei erhoben. Ihr wurden später auch die evangelischen Bewohner aus Binsdorf und Erlaheim (1986) zugeordnet. Diese Orte waren nach der Reformation katholisch geblieben. Erst nach dem Zweiten Weltkrieg zogen auch evangelische Bewohner in diese Orte. Erlaheim gehörte zunächst zur Kirchengemeinde Ostdorf, ab 1949 zur Kirchengemeinde Rosenfeld und wurde 1986 der Kirchengemeinde Isingen zugeordnet. Zum 1. Januar 2007 wechselte die Kirchengemeinde Isingen auf eigenen Wunsch jedoch in den Kirchenbezirk Balingen. Seit 2018 bildet Isingen mit Rosenfeld eine Verbundkirchengemeinde.
Katholisch
Von der Reformation bis etwa zur Mitte des letzten Jahrhunderts war die Seelsorge für Katholiken in Rosenfeld praktisch kein Thema mehr, weil es so gut wie keine gab. Dies änderte sich nach Ende des Zweiten Weltkrieges, als Heimatvertriebene und Arbeitssuchende in größerer Zahl auf den Kleinen Heuberg kamen.
Im Oktober 1952 begann Pfarrer Theodor Streble 14-täglich für die Katholiken im evangelischen Pfarrhaus von Rosenfeld die Heilige Messe zu feiern.
Eine eigene Kirche für die Katholiken in Rosenfeld, Isingen, Bickelsberg und Brittheim zu bauen fiel im Jahr 1956. Am 24. April 1961 war Baubeginn und die Grundsteinlegung und am 17. Oktober wurde das Richtfest gefeiert. Drei kleine Glocken von der Glockengießerei Bachert in Heilbronn erhielten die kirchliche Weihe am 16. August 1963 und wurden anschließend im Turm angebracht.
Die feierliche Altarweihe vollzog Domkapitular Anton Großmann am 20. Oktober 1964 in der nun vollendeten Kirche.
In der Bauphase durften die Rosenfelder Katholiken wieder die Gastfreundschaft der evangelischen Mitchristen erfahren – der katholische Gottesdienst fand in der evangelischen Stadtkirche in Rosenfeld statt. Am 18. September 1999 – fast 35 Jahre nach der ersten Altarweihe – feierte Weihbischof Thomas Maria Renz den festlichen Weihe-Gottesdienst.